# Yonne
|  | Aquest article tracta sobre el departament francès. Si cerqueu l riu homònim, vegeu «Riu Yonne». |

El Yonne (89) és un departament francès situat a la regió de Borgonya-Franc Comtat. La seva capital és Auxerre.

## Geografia
El departament és situat en el centre de França. Limita al nord-oest amb Sena i Marne, al nord-est amb Aube, a l'est amb Costa d'Or, al sud amb Nièvre i a l'oest amb Loiret.

## Història
Yonne és un dels vuitanta-tres departaments creats el 4 de març de 1790, per l'Assemblea Constituent, en aplicació de la llei del 22 de desembre de 1789, durant la Revolució francesa. Es formà a partir d'una part de l'antiga província de Borgonya.
De 1960 a 2015 Yonne fue un departament de la regió de Borgonya.

## Administració
El govern de la república està representat al departament per un prefecte.
El departament és dividit en 3 districtes, 21 cantons, 14 estructures intercomunals i 428 comunes.